# 11 Korpus Armijny (LWP)

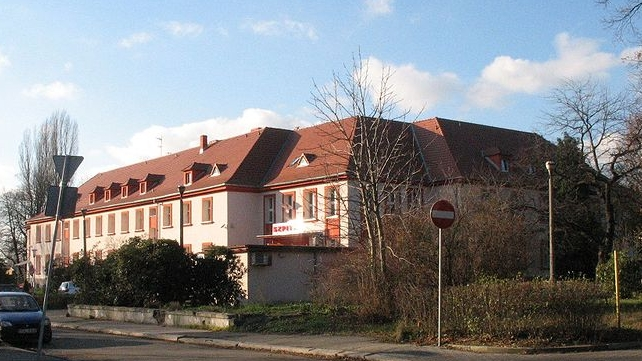
Budynek w którym w latach 50. mieścił się sztab 11 KA

11 Korpus Armijny (11 KA) – związek operacyjno-taktyczny Sił Zbrojnych PRL.
Korpus został sformowany w 1951 jako 11 Korpusu Piechoty. W październiku 1952 przemianowany na 11 Korpus Armijny. Początkowo wchodził w skład Krakowskiego Okręgu Wojskowego, a po jego likwidacji od 1954 roku był w podporządkowaniu dowódcy Śląskiego Okręgu Wojskowego.
Korpus rozwiązano w 1956 w ramach redukcji Wojska Polskiego przeprowadzanej w latach 1955–1957.

## Skład bojowy
- Dowództwo 11 Korpusu Armijnego w Gliwicach (JW 3464)
- 2 Dywizja Piechoty w Częstochowie
- 7 Dywizja Piechoty w Gliwicach
- 29 Dywizja Piechoty w Bielsku (rozformowana we wrześniu 1955)
- 120 pułk artylerii ciężkiej w Tarnowskich Górach
- 24 batalion łączności w Gliwicach
- 64 batalion saperów w Pińczowie

Korpus liczył 11493 żołnierzy. Na jego uzbrojeniu znajdowało się: 36 dział samobieżnych, 60 armat przeciwpancernych, 182 działa polowe, 165 moździerzy i 36 armat przeciwlotniczych.